# Xã Jackson, Quận Morgan, Indiana
Xã Jackson (tiếng Anh: Jackson Township) là một xã thuộc quận Morgan, tiểu bang Indiana, Hoa Kỳ. Năm 2010, dân số của xã này là 3.439 người.